# ロレンツォ・ロブレド
ロレンツォ・ロブレド（Lorenzo Robledo、1918年7月3日 - 2006年9月）は、スペインの男優。マドリード出身。1960年代から70年代にかけて、数多くのマカロニ・ウェスタンやアクション映画に助演した。リチャード・レヴィ（Richard Revi）やロレンツ・ロベル（Lorenz Robel）の変名を用いることもある。

## 来歴・人物
セルジオ・レオーネ監督のマカロニ・ウエスタン『荒野の用心棒』(1964年)で唾を吐いて最初に撃たれるガンマン、『夕陽のガンマン』(1965年)でインディオに裏切り者として射殺される一味、ルチオ・フルチ監督の異色マカロニウエスタン『荒野の処刑』(1975年/未/ビデオ/TV放映)で裸の胸に保安官バッヂを刺される男など、端役であっても印象に残るものが少なくない。

## フィルモグラフィ
- 『ビリー・ザ・キッド』(未ソフト化)(1963年)
- 『奴らに高く吊るされろ!』(未/TV放映)
- 『モヒカン族の最後』(未ソフト化)(以上1965年)
- 『さすらいのガンマン』
- 『続・夕陽のガンマン 地獄の決斗』
- 『復讐のガンマン』
- 『さすらいの一匹狼』
- 『さいはての用心棒』(以上1966年)
- 『傷だらけの用心棒』(未/TV放映)
- 『血斗のジャンゴ』
- 『白昼の大列車強盗』(未/TV放映)(以上1967年)
- 『ウエスタン』
- 『豹/ジャガー』
- 『バスタード』
- 『ラスベガス強奪作戦』
- 『地獄の幌馬車』(未/TV放映)（『さすらいの一匹狼』のフッテージ流用）(以上1968年)
- 『激戦地』
- 『怒りの用心棒（復讐のダラス）（ダラス・ブリット）』(未/TV放映/ビデオ)
- 『追跡者ガリンゴ』(未/ビデオ)(以上1969年)
- 『ガンマン大連合』
- 『さすらいの盗っ人野郎 サンタナ』(未/TV放映)(1970)
- 『フランコ・ネロの新脱獄の用心棒』(1971/未/TV放映)
- 『進撃0号作戦』
- 『J&S/さすらいの逃亡者（ワイルド・ラブ/火を吹くマシンガン）』
- 『カットスロート・ナイン』(未/TV放映/dvd)(以上1972年)
- 『ザ・サムライ 荒野の珍道中』(1974年/未/ビデオ)

※クレジット表記なしの作品も含む。
| スタブアイコン | サブスタブ | この項目は、まだ閲覧者の調べものの参照としては役立たない、俳優（男優・女優）に関連した書きかけの項目です。この項目を加筆・訂正などしてくださる協力者を求めています（P:映画/PJ芸能人）。 |